# زاميا نخل الخبز
زاميا نخيل الخبز (الاسم العلمي:Zamia encephalartoides) هي نوع من النباتات تتبع جنس الزاميا من الفصيلة الزامية.
المنشأ والموئل: (Zamia encephalartoides SN|31845]]SN|3184) مستوطن في كولومبيا، حيث يتواجد في مقاطعة سانتاندير. تم العثور على النباتات بالقرب من ريو تشيكاموتشا وريو أومبالا. هذا النوع معروف في منطقتين مع نباتات متناثرة فقط في منطقة واحدة (مدى حدوثه معروف حوالي 266 كيلومتر مربع، ولكن عدد المواقع غير معروف). تضم إحدى أكبر المجموعات السكانية الفرعية بالقرب من أومبالا حوالي 1000 نبات كبير. ويقدر الحجم الإجمالي للسكان بحوالي 5000 نسمة.
الموئل والبيئة: ينمو (Z. encephalartoides ) في أماكن مفتوحة في غابة كثيفة الأشجار على سفوح الأخاديد والتلال شديدة الانحدار والحارة والجافة المنحوتة في جبال الأنديز الشرقية لكولومبيا بواسطة نهر تشيكاموتشا. تختلف المناظر الطبيعية الحارة والجافة والصخرية والمفتوحة التي تنمو فيها تمامًا عن تلك الموجودة في زاميا الكولومبية الأخرى، والتي تنمو عادةً في الغابات الرطبة. (Zamia encephalartoides SN|31845]]SN|31845) يتكيف بشكل ملحوظ مع هذه البيئة القاحلة. يعد النظام البيئي للغابات الاستوائية الجافة الذي يحدث فيه أحد النظم البيئية المجزأة والمتدهورة وغير المفهومة في كولومبيا. يؤدي التوسع في الزراعة والأنشطة البشرية الأخرى إلى تقليل عدد النباتات المعروفة بسرعة. بعض المواقع تتآكل بشدة.